# Dimotiki
Unter Dimotiki [ðimotiˈci] (auch Demotike, griechisch δημοτική [γλώσσα] dimotiki [glossa] „Volkssprache“) versteht man die historisch gewachsene und zwar in direkter Kontinuität aus dem Altgriechischen entstandene, aber von dieser in Lexik, Morphologie, Syntax, Phonetik und Orthographie erheblich differierende neugriechische Volkssprache. Der Begriff als solcher ist seit 1818 belegt. Die Dimotiki war (bzw. ist) die natürliche Muttersprache der Griechen. Sie stand zu Zeiten der Diglossie als Umgangssprache der Katharevousa (wörtlich „die Reine“) als offizieller Staats- und Bildungssprache gegenüber, die sich als zeitgemäße Neubelebung der antiken und byzantinischen Literatursprache (Koine) verstand. Begrifflich bilden Dimotiki und Katharevousa ein Komplementpaar.
Die Bewegung, die sich für die Dimotiki einsetzte, wird Demotizismus (δημοτικισμός dimotikismós) genannt. Ihre Anhänger, die Demotizisten (δημοτικιστές dimotikistés), die sich als Anwälte des einfachen Volkes und einer wahren Volkskultur verstanden, diskreditierten die elitären Ansprüche der Verfechter der Hochsprache als volksfern und steril. Ihrerseits wurden sie von deren zu den gebildeten Eliten zählenden Vertretern unter anderem abwertend als οι μαλλιαροί i malliari („die Langhaarigen“) verächtlich gemacht. Was als Sprachenstreit ausgetragen wurde, war tatsächlich viel mehr, nämlich ein Kampf um die kulturelle Deutungshoheit und um die an Bildungstraditionen anknüpfenden sozialen Privilegien.

## Dimotiki und Katharevousa
Die Dimotiki wurde in Form von regionalen Dialekten schon in frühen Werken neugriechischer Literatur (z. B. im Erotokritos von Vitsentzos Kornaros im 17. Jahrhundert) verwendet und dann im frühen 19. Jahrhundert von einigen griechischen Dichtern („Ionische Schule“, z. B. Dionysios Solomos) als Literatursprache genutzt. Dennoch konnte sie sich erst zu Beginn des 20. Jahrhunderts als allgemeine griechische Literatursprache in Lyrik und Prosa inoffiziell gegenüber der archaisierenden Staatssprache Katharevousa durchsetzen. Auch wenn im 20. Jahrhundert praktisch alle Schriftsteller in der Dimotiki schrieben, blieb der Volkssprache die gesetzliche Anerkennung – von kurzen Zwischenspielen abgesehen – bis in die 1970er Jahre verwehrt.
Die Auseinandersetzung zwischen der Dimotiki und der Katharevousa prägte im 19. und 20. Jahrhundert das öffentliche Leben in Griechenland. Faktisch ist der „griechische Sprachstreit“ seit 1976 beendet, als nach der Beseitigung der Militärdiktatur die Dimotiki als Symbol der Befreiung angesehen und zur alleinigen offiziellen Staatssprache erhoben wurde. Seitdem ist die Katharevousa weitgehend obsolet. Der Begriff Dimotiki wird nun von vielen als Synonym für das moderne Neugriechisch weiterverwendet.

## Dimotiki und „Neugriechisch“
Die Dimotiki wird oft mit der neugriechischen Sprache gleichgesetzt, doch sind die beiden Begriffe nicht vollständig synonym. Das heutige, moderne Neugriechisch (griechisch Νεοελληνική Κοινή Neoelliniki Kini; englisch Standard Modern Greek) lässt sich als eine Synthese aus Dimotiki und Katharevousa beschreiben, wenn auch mit einem starken Übergewicht der Dimotiki. Es besteht also aus einem „volkstümlichen“ Grundgerüst, welches um „gelehrte“ Elemente bereichert ist und damit über seinen ursprünglichen, rein volkstümlichen Charakter hinausgeht. Wenn mit Neugriechisch nur die einfache, im Alltag gesprochene Sprache gemeint wäre, so träfe deren Gleichsetzung mit der Dimotiki weitgehend zu. Besonders in einer geschriebenen oder offiziellen Form enthält das heutige Neugriechisch aber auch zahlreiche Wörter, grammatikalische Formen und phonetische Phänomene, die es in der traditionellen Volkssprache (Dimotiki) nicht gab und die erst über die Hochsprache (Katharevousa) in die zeitgenössische Sprache gelangt sind.
Zu bedenken ist, dass auch die Katharevousa, einschließlich ihrer attizistischen Elemente, kein Altgriechisch darstellt. Vielmehr wurde sie von ihren Vertretern und in der offiziellen Terminologie ebenfalls als Neugriechisch bezeichnet. Trotz des mit dem Ziel des Anschlusses an die literarische Kulturtradition der Antike erfolgten starken Rückgriffs auf altgriechische Elemente, dem das Bestreben zugrunde lag, die Hochkultur des antiken Griechenland mit ihren zur Weltliteratur zählenden klassischen Werken als Fundament der Nationalkultur eines als Kulturnation verstandenen und legitimierten griechischen Nationalstaats zu gewinnen, ist sie sprachgeschichtlich gleichwohl ein neugriechisches Sprachphänomen. Deswegen ist der Begriff Neugriechisch strenggenommen eine Sammelbezeichnung für Dimotiki und Neoelliniki Kini sowie unter gewissen Gesichtspunkten auch für die Katharevousa.

## Beispiele für typisch volkstümliche Aspekte der Dimotiki
Die typisch volkstümlichen Aspekte der Dimotiki sind heute weitgehend in Gebrauch. In manchen Fällen steht neben der volkstümlichen eine ebenfalls gebräuchliche gelehrte Form, wobei die volkstümliche meist in gesprochener Sprache vorherrscht, während sich gelehrtere Varianten eher auf die Schriftsprache beschränken. Charakteristika, die sich mit der Volkssprache verbinden, sind:
- volkstümliches Synonym eines hochsprachlichen Verbs, z. B. λαμβαίνω lambeno (erhalten) neben λαμβάνω lambano, auch in Komposita wie καταλαμβαίνω katalambeno (verstehen) neben καταλαμβάνω katalambano (einnehmen), προφταίνω prophteno (erreichen, schaffen, erleben) neben προφθάνω prophtano;
- ungleichsilbige Adjektive auf -ης, -α, -ικο, z. B. ζηλιάρης ziliaris (eifersüchtig), Plural ζηλιάρηδες ziliarides;
- ungleichsilbige Adjektive auf -άς, ού, z. B. υπναράς ypnaras (schläfrig, Schlafmütze), Plural υπναράδες ypnarades;
- ungleichsilbige Substantive auf -ης, z. B. ο χασάπης o chasapis (der Metzger), Plural οι χασάπηδες i chasapides;
- Verkürzung bzw. Vereinfachung von Wörtern, z. B. γεια gia und υγεία/υγειά ygia (Gesundheit) statt altgriechisch ἡ ὑγιεία he hygieia, τα πράματα ta pramata statt τα πράγματα ta pragmata (die Sachen), Αϊ-Γιάννης Aï-Iannis statt Άγιος Ιωάννης Hagios Ioannes (Heiliger Johannes);
- teilweise Aufgabe eines vom Präsensstamm abweichenden Aoriststammes, z. B. πρόβλεψα/προέβλεψα problepsa/proeblepsa (ich sah voraus) neben προείδα proeida; Präsens: προβλέπω problepo;
- zahlreiche Diminutive auf -ούλης, -ούλα, -ίτσα, -άκι;
- häufige Reduplikation eines ganzen Wortes, z. B. σιγά σιγά siga siga, γιαλό-γιαλό gialo-gialo, γύρω γύρω gyro gyro, δίπλα δίπλα dipla dipla;
- auch Kombinationen mehrerer dieser Aspekte, z. B. γείτσες! gitses (Gesundheit!), Plural der Diminutivform von υγεία/υγειά ygia, welches seinerseits eine Vereinfachung ist.

## Beispiele für in der Dimotiki nicht existente Aspekte des modernen Neugriechisch
Folgende Beispiele aus der modernen neugriechischen Sprache spiegeln den Beitrag der attizisierenden Hochsprache zum heutigen Neugriechisch wider. Sie waren in der traditionellen Dimotiki nicht vorhanden und gelangten meist erst über die Katharevousa (z. B. als Neologismen) in die Alltagssprache, wo sie heute häufig schriftlich (etwa in Zeitungsartikeln), z. T. aber auch mündlich verwendet werden. Vor allem im Bereich der „Wörter und festen Ausdrücke“ werden sie auch von Ungebildeten verstanden und oft auch aktiv verwendet:
- Wörter und feste Ausdrücke:
  - ενδιαφέρων endiapheron (interessant);
  - τουλάχιστον toulachiston (wenigstens, mindestens);
  - την απήγαγε tin apigage (er entführte sie);
  - είναι γεγονός ότι … ine gegonos oti … (es ist eine Tatsache, dass …);
  - προς το παρόν pros to paron (vorerst, momentan, für den Augenblick);
  - speziell Ausdrücke, in denen der altgriechische Dativ verwendet wird:
    - δόξα τω Θεώ doxa to Theo (Gottseidank);
    - εν ονόματι … en onomati … (im Namen …);
    - τοις μετρητοίς tis metritis (bar);
    - εν συνεχεία en synechia (in der Folge);
    - εν τω μεταξύ en to metaxi (indes);
    - εν τάξει en taxi (in Ordnung).
- Grammatikalische (morphologische) Phänomene:
  - Adjektive auf -ων, -ουσα, -ον (z. B. ενδιαφέρων endiapheron interessant) oder auf -ων, -ων, -ον (z. B. σώφρων sophron besonnen, nur bedingt in der gesprochenen Sprache vorhanden);
  - deklinables Partizip Aorist wie z. B. παραδώσας paradosas (übergeben habend), γεννηθείς gennithis (geboren [worden seiend]), meist auf die geschriebene Sprache beschränkt;
  - Reduplikationsformen im Perfekt wie z. B. προσκεκλημένος proskeklimenos (eingeladen), πεπαλαιωμένος pepaleomenos (veraltet).
  - Genitivus absolutus: συμπεριλαμβανομένου του σπιτιού symperilamnbomenou tou spitiou (einschließlich des Hauses), αφαιρουμένων των κρατήσεων apheroumenon ton kratiseon (abzüglich der Abgaben) – nur bedingt in der gesprochenen Sprache vorhanden.
- Phonetische Aspekte: Im modernen Neugriechisch gibt es zahlreiche Wörter, die Buchstabenkombinationen enthalten, die in der traditionellen Volkssprache vermieden wurden, z. B.:
  - -πτ- (z. B. ελικόπτερο elikoptero Hubschrauber); in der Dimotiki wurde -φτ- bevorzugt, z. B. χούφτα chouphta;
  - -κτ- (z. B. εισπράκτορας ispraktoras Kassier); in der Dimotiki: -χτ-, z. B. πειραχτήρι pirachtiri;
  - -ευδ-, -σθ- (z. B. ψευδαίσθηση psevdesthisi Illusion, Trugbild); in der Dimotiki: -ευτ-, -στ-, z. B. ψεύτης pseftes.

Bei einigen dieser „gelehrten“ Aspekte des modernen Neugriechisch liegt die Fehlerquote der griechischen Muttersprachler ziemlich hoch; so begegnen beispielsweise häufig Fehler wie προήχθη proichthi statt προήχθην proichthtin (ich wurde befördert), λόγου του ότι/λόγο το ότι logou tou oti/logo [mit Omikron] to oti statt λόγω του ότι logo [mit Omega] tou oti (aufgrund der Tatsache, dass), τον ενδιαφέρον άνθρωπο ton endiapheron anthropo statt τον ενδιαφέροντα άνθρωπο ton endiapheronta anthropo (den interessanten Menschen), οι ενδιαφέροντες γυναίκες i endiapherontes gynekes statt οι ενδιαφέρουσες γυναίκες i endiapherouses gynekes (die interessanten Frauen), ο ψήφος o psiphos statt η ψήφος i psiphos (die [Wahl]-Stimme).

## Textbelege zum Verhältnis der Dimotiki zum modernen Neugriechisch
Christos Karvounis betont den Mischcharakter des modernen Neugriechisch, wenn er über den griechischen Sprachstreit schreibt:

„[…] die Entwicklung des Griechischen im 20.  Jh. (und insb. in seiner zweiten Hälfte) ist ein ausgezeichneter Beweis dafür, daß dieser Kampf um die Sprache Land und Gesellschaft im 19.–20.  Jh. zwar Schaden zugefügt hat, aber gleichzeitig das Herauskommen aus einem mehrere Jahrhunderte währenden Zwiespalt erzwang; er beschleunigte einen Mündigkeitsprozeß, durch den die volkssprachliche Grundlage mit den hochsprachlichen Elementen schließlich zusammenwuchs, was zu einer ‚Gemeinsprache‘ führte (Νεοελληνική κοινή/Standard modern Greek), die vielleicht kraftvoller und ausdrucksstärker ist als je zuvor.“

Francisco Adrados schreibt:

„Heute freilich hat sich die Dimotiki in Griechenland durchgesetzt. Allerdings sollte man sie, zumindest in ihrer geschriebenen Form, eher als Gemeingriechisch denn als demotisches Griechisch bezeichnen.  […] Was wir daher gemeinhin Neugriechisch nennen, ist nicht ganz einheitlich, denn es bewahrt in seiner Phonetik und Morphologie und besonders in seinem Wortschatz zahlreiche Elemente der alten Hochsprache.  […] Das sogenannte Neugriechisch ist daher eine Kombination verschiedener Varietäten des Dimotiki-Griechischen.“

## Radikaler Demotizismus
Als einer der radikalsten Verfechter einer rein volkstümlichen und von allen Archaismen freien griechischen Sprache tat sich der Philologe Giannis Psycharis hervor, ein in Frankreich lebender Gelehrter, der vor allem durch sein Werk „Meine Reise“ (Το ταξίδι μου, 1888) bekannt wurde. Psycharis propagierte nicht nur die alleinige Verwendung der natürlich gewachsenen neugriechischen Volkssprache, sondern ging noch einen Schritt weiter und trat dafür ein, diese noch „volkstümlicher“ zu machen, als sie ohnehin bereits war, und sie auch noch von den letzten in irgendeiner Form als „gebildet“ zu identifizierenden Wendungen zu befreien. So schlug er vor, das seit dem Altgriechischen unveränderte το φως to phos (Genitiv του φωτός tou photos; „das Licht“) in ein neugriechisches Deklinationssystem zu pressen und zu το φώτο to photo (Genitiv του φώτου tou photou) umzuformen. Derart radikale und gänzlich unnatürliche Formen konnten sich jedoch nicht durchsetzen und gelten heute eher als markante Beispiele für die bizarren Dimensionen des Sprachstreits denn als ernstzunehmende Vorschläge. Darüber hinaus forderte Psycharis, die historische Orthographie des Griechischen gegenüber einer phonetischen aufzugeben, also unter anderem die sechs verschiedenen Schreibweisen für den Laut „i“ zu reduzieren und auch auf Doppelkonsonanten zu verzichten. Konsequenterweise schrieb er seinen eigenen Namen Γιάνης Gianis statt Γιάννης Giannis. Der radikale Demotizismus Psycharis’ fand um 1900 einige Anhänger und ging als Psycharismus in die griechische Sprachgeschichte ein.

## Wichtige Vertreter der Dimotiki
- Iosipos Moisiodax (Ιώσηπος Μοισιόδαξ, 1725–1800)
- Rigas Velestinlis (Ρήγας Βελεστινλής, 1757–1798), Revolutionär, Schriftsteller
- Ioannis Vilaras (Ιωάννης Βηλαράς, 1771–1823), Schriftsteller
- Athanasios Christopoulos (Αθανάσιος Χριστόπουλος, 1772–1847), Gelehrter, Dichter
- Dionysios Solomos (Διονύσιος Σολωμός, 1798–1857), neugriechischer Nationaldichter
- Giannis Psycharis (Γιάννης Ψυχάρης, 1854–1929), Schriftsteller und Philologe, extremer Demotizist
- Alexandros Delmouzos (Αλέξανδρος Δελμούζος, 1880–1956), Pädagoge
- Dimitris Glinos (Δημήτρις Γληνός, 1882–1943), Pädagoge
- Manolis Triantafyllidis (Μανόλης Τριανταφυλλίδης, 1883–1959), Sprachwissenschaftler